# Wonder Park
Wonder Park (bra: O Parque dos Sonhos; prt: Parque das Maravilhas) é um filme de animação digital do gênero comédia de aventura de 2019 hispano-americano em 3D, produzido pela Paramount Animation, Nickelodeon Movies, com a Ilion Animation Studios cuidando da animação. O filme é estrelado pelas vozes da estreante Brianna Denski e Matthew Broderick, Jennifer Garner, Ken Hudson Campbell, Kenan Thompson, Ken Jeong, Mila Kunis e John Oliver.
O filme foi dirigido pelo ex-animador da Pixar, Dylan Brown, em sua estreia na direção; enquanto ele esteve envolvido durante a maior parte do período de produção, a Paramount Pictures o demitiu em janeiro de 2018, citando "conduta inadequada e indesejada".
Wonder Park foi lançado nos formatos 2D e 3D em 15 de março de 2019 nos Estados Unidos, pela Paramount Pictures. O filme recebeu críticas mistas da crítica, que elogiou a animação e as vozes, mas criticou a história e o tom. O filme também foi um fracasso de bilheteria, arrecadando US$ 119 milhões contra um orçamento de US$ 80-100 milhões. Uma série de televisão baseada no filme estava programada para estrear na Nickelodeon, tornando-se o terceiro filme de animação da Nickelodeon Movies, depois de Jimmy Neutron: O Menino Gênio e O Segredo dos Animais, a servir de base para uma série de animação no canal.

## Sinopse
Uma jovem sonhadora chamada June, com a ajuda da mãe, usa sua imaginação para criar um parque de diversões mágico, chamado Parque dos Sonhos. O parque é guardado por seis animais, também criados por June com sua imaginação: Boomer, um urso azul; Greta, uma javali; Gus e Cooper, dois irmãos castores; Steve, um porco-espinho e Penault, um chimpanzé que é o líder e usa uma caneta mágica para criar novas atrações para o parque. Quando a mãe de June fica doente e é obrigada a ir para longe para fazer tratamento, June fica abalada e para de brincar com o parque, porque ele lhe trás uma memória afetiva da mãe. Um dia, June vai parar numa outra dimensão, onde o Parque dos Sonhos realmente existe, mas uma nuvem sombria, chamada Escuridão, surgiu e agora ameaça destruir o parque. Com a ajuda dos animais, June terá que salvar o Parque dos Sonhos da Escuridão e trazer o parque de volta a vida.

## Elenco
- Matthew Broderick como Sr. Bailey
- Jennifer Garner como Sra. Bailey
- Kenan Thompson como Gus
- Ken Jeong como Cooper
- Mila Kunis como Greta
- John Oliver como Steve
- Brianna Denski como June Bailey

## Produção
Wonder Park começou a ser desenvolvido no início de 2012, com a história sendo escrita pelo escritor de Heróis Fora de Órbita, Robert Gordon, e a produção iniciada em setembro de 2014. Em junho de 2015, foi revelado que a Ilion Animation Studios da Espanha produziria a animação do filme. Em 10 de novembro de 2015, a Paramount Animation anunciou oficialmente o projeto, então intitulado Amusement Park, com o ex-animador da Pixar, Dylan Brown, como diretor. As vozes no filme foram definidas como Matthew Broderick, Jennifer Garner, Ken Hudson Campbell (originalmente Jeffrey Tambor), Kenan Thompson, Ken Jeong, Mila Kunis, John Oliver e Brianna Denski.
Em janeiro de 2018, foi relatado que o diretor Dylan Brown foi demitido da produção pela Paramount Pictures, após uma investigação sobre queixas de "conduta inadequada e indesejada". A Paramount ofereceu o crédito do diretor a várias outras pessoas importantes da criação do filme, mas eles se recusaram, temendo que o filme fosse prejudicial para suas carreiras. A posição foi então não creditada no filme. Em abril de 2018, o título do filme foi alterado de Amusement Park para Wonder Park.

## Música
A trilha sonora de Wonder Park foi composta pelo compositor Steven Price. O álbum foi lançado em 8 de março de 2019, uma semana antes do filme ser lançado nos cinemas.
Grace VanderWaal gravou a música "Hideaway" para o filme.
Em abril de 2018, foi relatado que Rachel Platten tocaria uma música original para Wonder Park. O single, intitulado "Wonder", foi lançado em março de 2019.

## Lançamento
Wonder Park foi lançado em 2D e 3D em 15 de março de 2019 nos Estados Unidos, pela Paramount Pictures. Em janeiro de 2017, o filme foi adiado de sua data de lançamento original, 22 de março de 2019, para 13 de julho de 2018. Alguns meses depois, foi adiado para 10 de agosto de 2018, e em agosto de 2017, foi adiado pela última vez para 15 de março de 2019.

### Home media
Wonder Park foi lançado em DVD e Blu-ray em 18 de junho de 2019 e em Digital HD em 4 de junho nos Estados Unidos, pela Paramount Home Entertainment.

## Recepção

### Bilheteria
Wonder Park arrecadou US$ 45,2 milhões nos Estados Unidos e Canadá, e US$ 74,4 milhões em outros territórios, para um total mundial de US$ 119,6 milhões, contra um orçamento de produção de cerca de US$ 80-100 milhões.
Nos Estados Unidos e Canadá, Wonder Park foi lançado junto com Captive State e Five Feet Apart, e foi projetado para arrecadar US$ 8-14 milhões em 3.838 cinemas em seu fim de semana de estreia. Ele arrecadou US$ 5,4 milhões em seu primeiro dia, incluindo US$ 700.000 nas prévias de quinta-feira à noite. A estreia chegou a US$ 16 milhões, o que superou as projeções, embora o Deadline Hollywood tenha dito que "[não] o suficiente para considerar esta... produção um sucesso". O filme caiu 45% em seu segundo fim de semana, arrecadando US$ 8,8 milhões, e 43% no terceiro, para US$ 5,0 milhões.

### Crítica especializada
No site agregador de críticas Rotten Tomatoes, o filme mantém um índice de aprovação de 34% com base em 108 críticas, com uma classificação média de 4,8/10. O consenso crítico do site diz: "Colorido e enérgico, mas sem uma história convincente, Wonder Park é pouco mais do que uma diversão feita com competência para espectadores muito jovens.". No Metacritic, o filme tem uma pontuação média ponderada de 45 de 100, com base em 22 críticas, indicando "críticas mistas ou médias". O público entrevistado pelo CinemaScore deu ao filme uma nota média de "B+" em uma escala de A+ a F.

## Mídia

### Séries de televisão
Antes da estreia de Wonder Park, a Paramount Animation anunciou que uma série de televisão baseada no filme iria estrear na Nickelodeon. Este seria o terceiro filme de animação da Nickelodeon Movies a ter um spin-off, depois de Jimmy Neutron: O Menino Gênio e O Segredo dos Animais, e o primeiro filme de animação da Paramount Animation a gerar um spin-off.

### Jogo para celular
Antes do lançamento do filme, um jogo para celular licenciado intitulado Wonder Park Magic Rides foi lançado pelo Pixowl.